# Kuh-e Alvand
Pour les articles homonymes, voir Alvand.
Kuh-e Alvand, Alvand Kuh, Alvand ou Alwand est une chaîne de montagnes de l'ouest de l'Iran. Elle est située à proximité d'Hamadan, culmine à 3 580 m d'altitude et est essentiellement composée de granite, roches granitiques et diorite.
Le nom Alvand dérive du mot ancien Arvant, à racine indo-iranienne, qui signifie « pointu ».
Une ancienne inscription en trois langues (néo-élamite, néo-babylonien et vieux-persan) du roi Darius le grand et du roi Xerxès Ier, appelée Ganj Nameh, y est située, à 10 km au sud d'Hamadan.